# Alytes dickhilleni
Alytes dickhilleni és una espècie d'amfibi anur de la família Discoglossidae que viu al sud-est de la península Ibèrica. Es troba amenaçat d'extinció per la pèrdua del seu hàbitat natural.